# Renhorntjärnen, Dalarna
Renhorntjärnen är en sjö i Älvdalens kommun i Dalarna och ingår i Dalälvens huvudavrinningsområde.